# Lulu (sanger)
 For alternative betydninger, se Lulu. (Se også artikler, som begynder med Lulu)
Lulu Kennedy-Cairns (født Marie McDonald McLaughlin Lawrie 3. november 1948) er en skotsk sanger, sangskriver, skuespiller og tv-personlighed, der bedst kendes under sit kunstnernavn Lulu. Hun blev kendt i det meste af verden som sanger i 1960'erne med numre som "To Sir with Love" og "Shout".

## Karriere
Lulu voksede op i Glasgow, og allerede i en alder af 15 år indspillede hun nummeret "Shout", hvor hendes modne, rå stemme gjorde et stort indtryk. Hun kom på turné med The Hollies og var i den forbindelse den første engelske kvindelige popsanger, der optrådte på scenen i et østblokland, nemlig i Polen. Lulu havde begyndt sin karriere hos Decca, men skiftede i 1966 til Columbia Records, hvor hun kom under pladeproduceren Mickie Mosts vinger. Han producerede en række sange med hende, som alle nåede hitlisten i England.
Et af numrene, Most producerede for Lulu, var "Boom-Bang-a-Bang", som hun deltog i Eurovision Song Contest 1969 med. Denne sang var udvalgt blandt seks forskellige sange med Lulu, som blev præsenteret i et tv-program på BBC, og seerne stemte dernæst på, hvilken af sangene der skulle repræsentere Storbritannien. Satsningen viste sig at lykkes, idet Lulus sang vandt konkurrencen, dog sammen med hele tre andre sange. Det var første og eneste gang, at der ikke blev kåret én vinder af konkurrencen, idet reglerne efterfølgende blev ændret.
Parallelt med sin sangkarriere havde Lulu allerede i 1967 været med i et populært tv-show, og det gav hende sit eget show, der under titler som Lulu, It's Lulu og Lulu's Back in Town blev udsendt på engelsk tv i perioden 1968-75. Senere har hun med mellemrum lavet forskellige andre tv-shows.
I begyndelsen af 1970'erne prøvede Lulu kræfter med andre kunstarter, heriblandt pantomime og skuespil, specielt i form af musicals. Men bortset fra et hit med titelmelodien til James Bond-filmen The Man with the Golden Gun fra 1974 gik hendes sangkarriere nedad, skønt hun gennem alle årene fortsatte med at synge. I stedet fik hun i slutningen af 1970'erne og starten af 1980'erne en vis succes som fotomodel, og senere har hun etableret sig bredt i show business med sangen som hovedattraktionen. Som en af blot to (den anden var Cliff Richard) har hun formået at deltage i pop-showet Top of the Pops i fem årtier i træk.
Gennem årene har hun indspillet eller optrådt sammen med navne som The Monkees, David Bowie, Take That, Elton John og Paul McCartney.

## Privatliv
Lulu har været gift to gange: I 1969 blev hun gift med Maurice Gibb fra Bee Gees, men parret blev skilt i 1973. Senere, i 1975, blev hun gift med frisøren John Frieda, med hvem hun fik sønnen Jordan i 1977. Parret blev skilt i 1995.

## Diskografi
- Something to Shout About (1965)
- Love Loves to Love Lulu (1967)
- Lulu's Album (1969)
- New Routes (1970)
- Melody Fair (1970)
- Lulu (1973)
- Heaven and Earth and the Stars (1976)
- Don't Take Love for Granted (1979)
- Lulu (1981)
- Take Me to Your Heart Again (1982)
- Independence (1993)
- Together (2002)
- Back on Track (2004)
- A Little Soul in Your Heart (2005)
- Making Life Rhyme (2015)

## Filmografi
- Gonks Go Beat (1965)
- Den hårde klasse (1967) (også titelsangen)
- Cucumber Castle (1970)
- The Cherry Picker (1972)
- Alicja (1982) (stemme)
- To Sir, with Love II (1996)
- Whatever Happened to Harold Smith? (1999)
- Absolutely Fabulous: The Movie (2016)
- The Bee Gees: How Can You Mend a Broken Heart (2020)
- My Old School (2022) (stemme og slutsang)
- Arthur's Whisky (2024)[1]